# All Lights Fucked on the Hairy Amp Drooling
All Lights Fucked on the Hairy Amp Drooling — самый ранний релиз канадской экспериментальной группы Godspeed You! Black Emperor. Был выпущен на кассете в декабре 1994 г. и лимитирован 33 копиями. На этом этапе группа состояла лишь из Ефрима Менюка, Мауро Пеценте и Майка Мойа. В интервью 2010 года Ефрим Менюк заявил, что мало что может сказать об этом релизе, кроме того, что по звучанию он не имел ничего общего с последующими релизами GY!BE.
Все копии этого альбома считались утерянными, хотя в интернете до официального релиза периодически появлялись заявления о якобы найденной копии, большинство из которых не было подтверждено. Наибольший резонанс вызвало заявление одного из пользователей Reddit в 2013 году, который утверждал, что у него есть кассета «All Lights…», купленная в Монктоне. В подтверждение своих слов он выложил несколько фотографий обложки кассеты и WAV-файл, якобы содержавший два трека со стороны A этой кассеты, вскоре после чего его аккаунт был удален. 4 февраля 2022 года пользователь 4chan загрузил полную версию альбома на файлообменник MEGA. 14 февраля 2022 года альбом был выпущен на странице группы на Bandcamp, чем была подтверждена предыдущая утечка.

## Список композиций
Сторона A
1. «Drifting Intro Open»
2. «Shot Thru Tubes»
3. «Three Three Three»
4. «When All the Furnaces Exploded»
5. «Beep»
6. «Hush»
7. «Son of a Diplomat, Daughter of a Politician»
8. «Glencairn 14»
9. «$13.13»
10. «Loose the Idiot Dogs»
11. «Diminishing Shine»
12. «Random Luvly Moncton Blue(s)»
13. «Dadmomdaddy»

Сторона B
1. «333 Frames Per Second»
2. «Revisionist Alternatif Wounds to the Hair-cut Hit Head»
3. «Ditty for Moya»
4. «Buried Ton»
5. «And the Hairy Guts Shine»
6. «Hoarding»
7. «Deterior 23»
8. «All Angels Gone»
9. «Deterior 17»
10. «Deterior Three»
11. «Devil’s in the Church»
12. «No Job»
13. «Dress Like Shit»
14. «Perfumed Pink Corpses from the Lips of Ms. Céline Dion»